# Malý Minčol

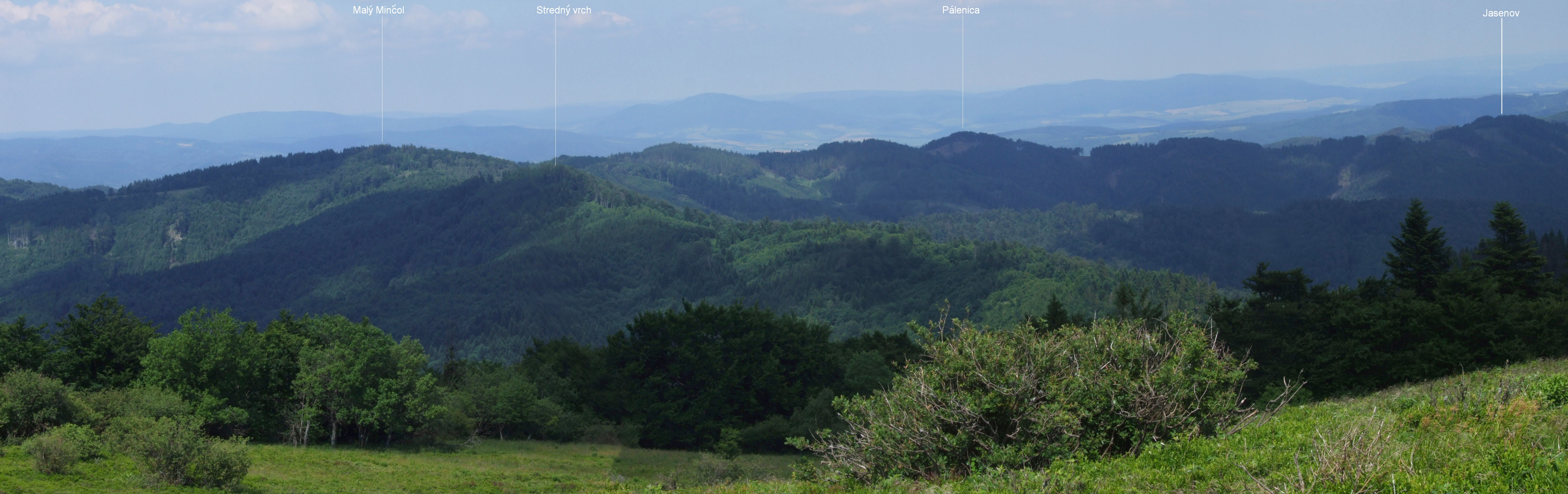
Widok ze szczytu Minčol

Malý Minčol (1054 m) – szczyt w północno-zachodniej części Gór Czerchowskich we wschodniej Słowacji.

## Położenie
Leży w głównym grzbiecie Gór Czerchowskich, biegnącym w tym rejonie mniej więcej w osi północ-południe i stanowiącym w tym fragmencie wododział między dorzeczami Popradu (na zachodzie) i Topli (na wschodzie). W kierunku wschodnim od szczytu wybiega trzeci grzbiet, schodzący przez Jaseňov i Čekošov ku dolinie Topli w okolicy Livova. W ten sposób Malý Minčol jest zwornikiem dla trzech grzbietów, pomiędzy którymi spływają 3 potoki: Soliská, Večný potok i Banský potok.

## Charakterystyka
Szczyt jest mało wybitny, wierzchołek ma formę płaskiej kopy, zbocza zalesione, na szczycie polana. Punkt widokowy.

## Szlaki turystyczne
Wszystkimi trzema grzbietami prowadzą szlaki turystyczne krzyżujące się na Małym Minčolu:
 niebieski:  wieś Livov – Čekošov – Jaseňov – Pálenica – Malý Minčol
 czerwony: graniczny grzbiet Gór Leluchowskich – wieś Obručné – Dlhá – przełęcz Pod Dlhou – Murianík – Malý Minčol – Uhlisko – Minčol
 żółty: wieś Lenartov – Malý Minčol